# 里奇伍德 (新澤西州)
里奇伍德（英語：Richwood）是位於美國新澤西州格洛斯特縣的普查規定居民點。

## 人口
根據2020年美國人口普查的數據，里奇伍德的面積為23.09平方千米，當中陸地面積為22.94平方千米，而水域面積為0.15平方千米。當地共有人口3577人，而人口密度為每平方千米154.92人。